# Eleições legislativas portuguesas de 1980
As eleições legislativas portuguesas de 1980 foram realizadas no dia 5 de outubro de 1980, apenas 10 meses depois das eleições de 1979. Assim aconteceu porque o texto originário da Constituição de 1976 previa, nas suas disposições finais e transitórias (art.° 299, n.° 1), que a I Legislatura, com início em 1976, só terminaria quatro anos depois, ou seja, a 14 de outubro de 1980.
Nestas eleições, a Aliança Democrática (AD), coligação entre o Partido Social Democrata (PPD/PSD), o Partido do Centro Democrático Social (CDS) e o Partido Popular Monárquico (PPM), voltou a vencer pela segunda vez consecutiva ao conseguir um reforço da sua votação, obtendo 47,6% dos votos e 134 deputados. Com este resultado, Sá Carneiro era reconduzido como Primeiro-Ministro, mas após o seu trágico falecimento em Camarate, Francisco Pinto Balsemão seria o seu substituto no cargo a partir de 1981.
O Partido Socialista (PS), que liderou a aliança Frente Republicana e Socialista (FRS), em coligação com a União da Esquerda para a Democracia Socialista (UEDS) e a Ação Social Democrata Independente (ASDI), repetiu os resultados de 1979 e ficou-se pelos mesmos 74 deputados e 27,8% dos votos.
Por fim, a Aliança Povo Unido (APU), coligação liderada pelos Partido Comunista Português (PCP) com o Movimento Democrático Português (MDP/CDE), perdeu seis deputados, curiosamente o número de deputados ganhos pela AD.
Importa referir que durante esta legislatura foi feita a primeira grande revisão constitucional de 1982, graças a um entendimento entre a AD e o PS. Esta revisão terminou com a influência militar na vida política.

## Partidos
Os partidos com deputados eleitos foram os seguintes:
| Partido/coligação | Partido/coligação               | Partido/coligação | Líder                 | Ideologia         | Espectro         |
| ----------------- | ------------------------------- | ----------------- | --------------------- | ----------------- | ---------------- |
|                   | Aliança Democrática             | AD                | Francisco Sá Carneiro | Democracia cristã | Centro-direita   |
|                   | Frente Republicana e Socialista | FRS               | Mário Soares          | Social-democracia | Centro-esquerda  |
|                   | Aliança Povo Unido              | APU               | Álvaro Cunhal         | Comunismo         | Esquerda         |
|                   | União Democrática Popular       | UDP               | Mário Tomé            | Comunismo         | Extrema-esquerda |

## Debates
| Debates        | Debates            | Debates             | Debates        | Debates                              | Debates                              | Debates           |                        |          |        |            |                   |
| Data           | Estação televisiva | Moderador(es)       | Tema           | P Presente A Ausente N Não Convidado | P Presente A Ausente N Não Convidado | Refs              |                        |          |        |            |                   |
| Data           | Estação televisiva | Moderador(es)       | Tema           | AD                                   | FRS                                  | Refs              |                        |          |        |            |                   |
| -------------- | ------------------ | ------------------- | -------------- | ------------------------------------ | ------------------------------------ | ----------------- | ---------------------- | -------- | ------ | ---------- | ----------------- |
| Data           | Estação televisiva | Moderador(es)       | Tema           | 4 de setembro                        | RTP1 e RTP2                          | Refs              | Joaquim Amaral Marques | Economia | Cavaco | Constâncio | [ 3 ] [ 4 ] [ 5 ] |
| 9 de setembro  | RTP1               | Adriano Cerqueira   | Saúde          | M. Leitão                            | Arnaut                               | [ 6 ] [ 7 ] [ 8 ] |                        |          |        |            |                   |
| 10 de setembro | RTP2               | Carlos Pinto Coelho | Política geral | Roseta                               | Cardoso                              | [ 6 ] [ 7 ]       |                        |          |        |            |                   |
| 11 de setembro | RTP1               | José Eduardo Moniz  | -              | Freitas                              | Soares                               | [ 9 ] [ 10 ]      |                        |          |        |            |                   |

## Resultados nacionais
| Partido | Partido                                                                         | Partido                                                                         | Votos          | %               | +/-       | Deputados | +/-     |
| --- | ------------------------------------------------------------------------------- | ------------------------------------------------------------------------------- | -------------- | --------------- | --------- | --------- | ------- |
| |                                                                                 | Aliança Democrática (a)                                                         | 2 706 667      | 44,91 / 100,00  | 2,39      | 126 / 250 | 5       |
| | Partido Social Democrata (b)                                                    | 147 644                                                                         | 2,45 / 100,00  | 0,10            | 8 / 250   | 1         |         |
| | Partido do Centro Democrático Social (b)                                        | 13 765                                                                          | 0,23 / 100,00  | 0,16            | 0 / 250   | Estável   |         |
| Aliança Democrática (Total) | Aliança Democrática (Total)                                                     | 2 868 076                                                                       | 47,59 / 100,00 | 2,33            | 134 / 250 | 6         |         |
| |                                                                                 | Frente Republicana e Socialista (c)                                             | 1 606 198      | 26,65 / 100,00  | Novo      | 71 / 250  | Novo    |
| | Partido Socialista (d)                                                          | 67 081                                                                          | 1,11 / 100,00  | -               | 3 / 250   | -         |         |
| Frente Republicana e Socialista (Total) | Frente Republicana e Socialista (Total)                                         | 1 673 279                                                                       | 27,76 / 100,00 | 0,29            | 74 / 250  | Estável   |         |
| | Aliança Povo Unido (e)                                                          | Aliança Povo Unido (e)                                                          | 1 009 505      | 16,75 / 100,00  | 2,05      | 41 / 250  | 6       |
| | União Democrática Popular                                                       | União Democrática Popular                                                       | 83 204         | 1,38 / 100,00   | 0,80      | 1 / 250   | Estável |
| | Partido Operário de Unidade Socialista–Partido Socialista dos Trabalhadores (f) | Partido Operário de Unidade Socialista–Partido Socialista dos Trabalhadores (f) | 83 095         | 1,38 / 100,00   | 1,17      | 0 / 250   | Estável |
| | Partido Socialista Revolucionário                                               | Partido Socialista Revolucionário                                               | 60 496         | 1,00 / 100,00   | 0,38      | 0 / 250   | Estável |
| | Partido Trabalhista                                                             | Partido Trabalhista                                                             | 39 408         | 0,65 / 100,00   | -         | 0 / 250   | -       |
| | Partido Comunista dos Trabalhadores Portugueses                                 | Partido Comunista dos Trabalhadores Portugueses                                 | 35 409         | 0,59 / 100,00   | 0,30      | 0 / 250   | Estável |
| | Partido da Democracia Cristã–Partido da Direita Portuguesa–Frente Nacional (g)  | Partido da Democracia Cristã–Partido da Direita Portuguesa–Frente Nacional (g)  | 23 819         | 0,40 / 100,00   | 0,81      | 0 / 250   | Estável |
| | Partido Democrático do Atlântico                                                | Partido Democrático do Atlântico                                                | 8 529          | 0,14 / 100,00   | Novo      | 0 / 250   | Novo    |
| | Organização Comunista Marxista-Leninista Portuguesa                             | Organização Comunista Marxista-Leninista Portuguesa                             | 3 913          | 0,06 / 100,00   | Estável   | 0 / 250   | Estável |
| Votos inválidos | Votos inválidos                                                                 | Votos inválidos                                                                 | 137 662        | 2,28 / 100,00   | 0,44      |           |         |
| Total | Total                                                                           | Total                                                                           | 6 026 395      | 100,00 / 100,00 |           | 250 / 250 |         |
| Eleitorado/Participação | Eleitorado/Participação                                                         | Eleitorado/Participação                                                         | 7 179 023      | 83,94 / 100,00  | 1,07      |           |         |
| Fonte | Fonte                                                                           | Fonte                                                                           | [ 11 ]         | [ 11 ]          | [ 11 ]    | [ 11 ]    | [ 11 ]  |
| (a) Coligação eleitoral entre PPD/PSD (74 deputados), CDS (46 deputados) e PPM (6 deputados)                                                      |                                                                                 |                                                                                 |                |                 |           |           |         |
| (b) PPD/PSD e CDS concorreram separadamente nos Açores e Madeira                                                                                  |                                                                                 |                                                                                 |                |                 |           |           |         |
| (c) Coligação eleitoral entre PS (63 deputados), ASDI (4 deputados) e UEDS (4 deputados)                                                          |                                                                                 |                                                                                 |                |                 |           |           |         |
| (d) PS concorreu sozinho nos Açores, Madeira, Europa e Fora da Europa                                                                             |                                                                                 |                                                                                 |                |                 |           |           |         |
| (e) Coligação eleitoral entre PCP (39 deputados) e MDP/CDE (2 deputados)                                                                          |                                                                                 |                                                                                 |                |                 |           |           |         |
| (f) Coligação eleitoral entre POUS (0 deputados) e PST (0 deputados)                                                                              |                                                                                 |                                                                                 |                |                 |           |           |         |
| (g) Coligação eleitoral entre os partidos PDC (0 deputados) e MIRN/PDP (0 deputados), em conjunto com a organização Frente Nacional (0 deputados) |                                                                                 |                                                                                 |                |                 |           |           |         |

| ↓   |     |     |     |
| UDP | APU | FRS | AD  |
| 1   | 41  | 74  | 134 |

## Tabela de resultados por círculo eleitoral
|                   | %    | D   | %    | D   | %    | D   | %       | D       | %   | D   | %        | D        | %    | D  | %   | D   |                 |           |
| ----------------- | ---- | --- | ---- | --- | ---- | --- | ------- | ------- | --- | --- | -------- | -------- | ---- | -- | --- | --- | --------------- | --------- |
| Círculo eleitoral | AD   | AD  | FRS  | FRS | APU  | APU | PPD/PSD | PPD/PSD | UDP | UDP | POUS–PST | POUS–PST | PS   | PS | PSR | PSR | Total deputados | Votantes  |
| Açores            | -    | -   | -    | -   | 3,1  | -   | 57,0    | 4       | 1,3 | -   | 0,5      | -        | 27,3 | 1  | 0,5 | -   | 5               | 120 401   |
| Aveiro            | 58,8 | 10  | 27,1 | 4   | 6,8  | 1   | -       | -       | 0,7 | -   | 1,8      | -        | -    | -  | 0,6 | -   | 15              | 359 266   |
| Beja              | 22,4 | 1   | 21,1 | 1   | 47,1 | 3   | -       | -       | 1,3 | -   | 1,7      | -        | -    | -  | 1,4 | -   | 5               | 123 146   |
| Braga             | 54,9 | 9   | 29,3 | 5   | 8,4  | 1   | -       | -       | 0,9 | -   | 1,9      | -        | -    | -  | 1,1 | -   | 15              | 387 576   |
| Bragança          | 65,3 | 3   | 21,3 | 1   | 4,8  | -   | -       | -       | 1,0 | -   | 1,1      | -        | -    | -  | 1,1 | -   | 4               | 102 843   |
| Castelo Branco    | 51,0 | 4   | 30,3 | 2   | 10,5 | -   | -       | -       | 0,7 | -   | 1,6      | -        | -    | -  | 0,6 | -   | 6               | 152 284   |
| Coimbra           | 46,1 | 6   | 35,9 | 5   | 9,9  | 1   | -       | -       | 0,8 | -   | 1,5      | -        | -    | -  | 1,0 | -   | 12              | 265 611   |
| Évora             | 29,2 | 1   | 18,7 | 1   | 45,7 | 3   | -       | -       | 0,9 | -   | 1,1      | -        | -    | -  | 0,9 | -   | 5               | 125 934   |
| Faro              | 37,2 | 4   | 34,7 | 4   | 16,7 | 1   | -       | -       | 1,9 | -   | 2,2      | -        | -    | -  | 1,7 | -   | 9               | 206 338   |
| Guarda            | 60,6 | 4   | 26,3 | 1   | 5,0  | -   | -       | -       | 0,7 | -   | 1,7      | -        | -    | -  | 0,8 | -   | 5               | 130 740   |
| Leiria            | 59,8 | 7   | 22,7 | 3   | 9,7  | 1   | -       | -       | 1,0 | -   | 2,0      | -        | -    | -  | 0,5 |     | 11              | 251 276   |
| Lisboa            | 41,6 | 25  | 28,1 | 17  | 23,1 | 13  | -       | -       | 1,7 | 1   | 0,9      | -        | -    | -  | 1,3 | -   | 56              | 1 320 324 |
| Madeira           | -    | -   | -    | -   | 2,9  | -   | 63,6    | 4       | 4,5 | -   | 0,2      | -        | 16,5 | 1  | 0,3 | -   | 5               | 124 138   |
| Portalegre        | 33,4 | 2   | 32,4 | 1   | 26,1 | 1   | -       | -       | 0,7 | -   | 1,8      | -        | -    | -  | 1,4 | -   | 4               | 99 174    |
| Porto             | 46,6 | 19  | 34,3 | 14  | 11,9 | 5   | -       | -       | 1,4 | -   | 1,7      | -        | -    | -  | 1,1 | -   | 38              | 922 091   |
| Santarém          | 42,1 | 6   | 30,4 | 4   | 19,0 | 2   | -       | -       | 1,2 | -   | 1,4      | -        | -    | -  | 1,0 | -   | 12              | 290 402   |
| Setúbal           | 24,1 | 4   | 23,5 | 4   | 44,0 | 9   | -       | -       | 2,8 | -   | 1,1      | -        | -    | -  | 1,2 | -   | 17              | 407 098   |
| Viana do Castelo  | 59,2 | 5   | 22,8 | 1   | 10,0 | -   | -       | -       | 0,7 | -   | 1,5      | -        | -    | -  | 0,5 | -   | 6               | 145 566   |
| Vila Real         | 62,1 | 5   | 22,8 | 1   | 5,1  | -   | -       | -       | 0,8 | -   | 1,6      | -        | -    | -  | 1,1 | -   | 6               | 143 573   |
| Viseu             | 66,8 | 8   | 20,9 | 2   | 5,0  | -   | -       | -       | 0,6 | -   | 1,4      | -        | -    | -  | 0,6 | -   | 10              | 240 518   |
| Europa            | 49,6 | 1   | -    | -   | 15,2 | -   | -       | -       | 1,4 | -   | 0,5      | -        | 25,4 | 1  | 0,1 | -   | 2               | 43 913    |
| Fora da Europa    | 85,5 | 2   | -    | -   | 2,6  | -   | -       | -       | 0,4 | -   | 0,1      | -        | 4,0  | -  | 0,1 | -   | 2               | 64 183    |
| Portugal          | 44,9 | 126 | 26,7 | 71  | 16,8 | 41  | 2,5     | 8       | 1,4 | 1   | 1,4      | -        | 1,1  | 3  | 1,0 | -   | 250             | 6 026 395 |

## Tabela de resultados por concelho

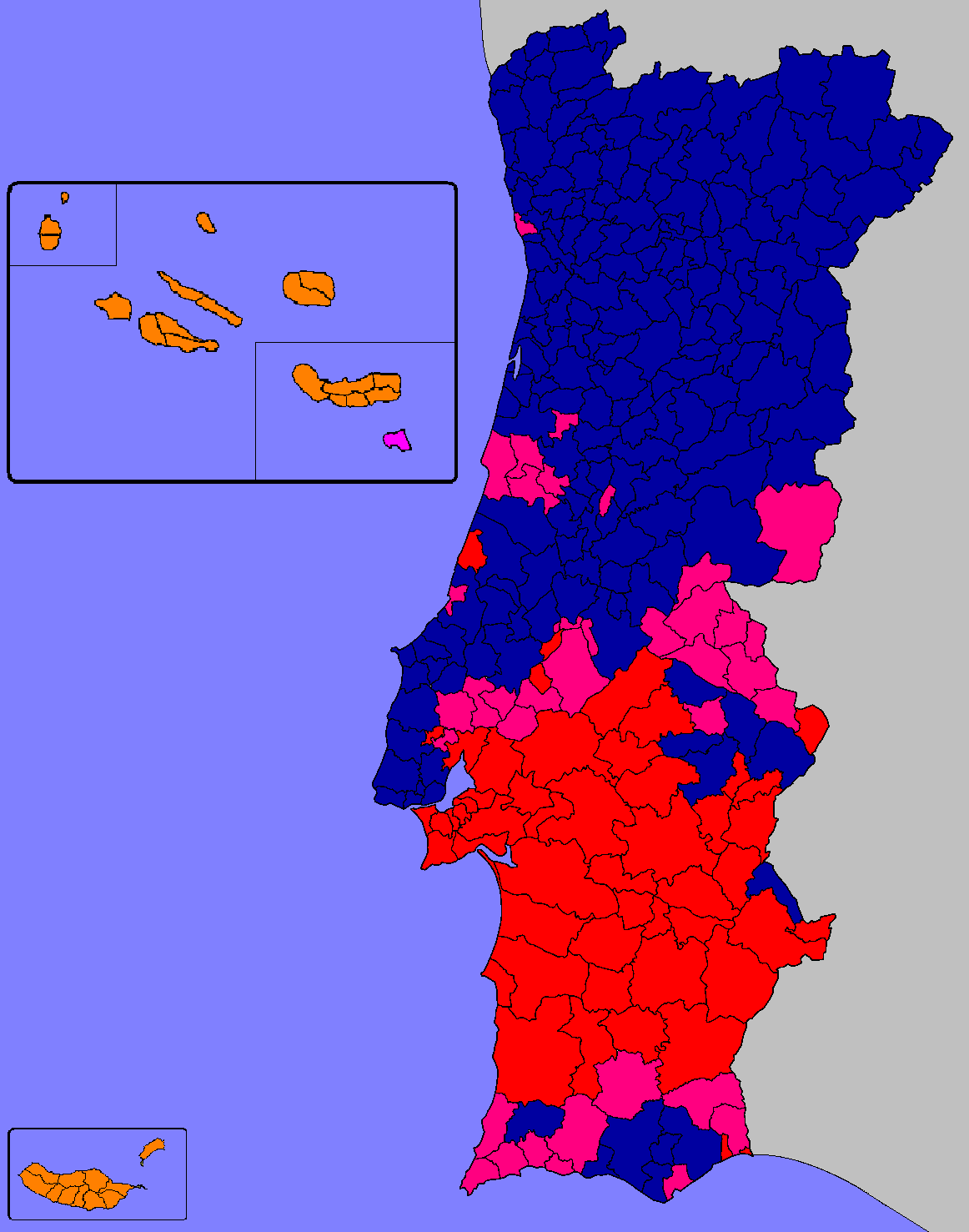
Partido mais votado por concelho.

A seguinte tabela contém os resultados obtidos pelos partidos que tenham tido, pelo menos, 1% dos votos expressos a nível nacional:
| Concelhos                   | %    | %    | %    | %       | %    | %    | %   | %    | Votantes  |
| Concelhos                   | AD   | FRS  | APU  | PPD/PSD | POUS | UDP  | PSR | PS   | Votantes  |
| --------------------------- | ---- | ---- | ---- | ------- | ---- | ---- | --- | ---- | --------- |
| Abrantes                    | 35,4 | 35,0 | 18,9 | -       | 1,6  | 2,1  | 1,2 | -    | 30 671    |
| Águeda                      | 57,5 | 28,0 | 7,5  | -       | 1,8  | 0,6  | 0,6 | -    | 25 557    |
| Aguiar da Beira             | 82,4 | 9,1  | 2,0  | -       | 1,1  | 0,4  | 0,6 | -    | 4 378     |
| Alandroal                   | 24,8 | 14,1 | 54,0 | -       | 1,4  | 1,0  | 0,8 | -    | 5 848     |
| Albergaria-a-Velha          | 65,5 | 23,2 | 4,3  | -       | 1,4  | 0,6  | 0,5 | -    | 12 382    |
| Albufeira                   | 44,3 | 34,1 | 11,7 | -       | 1,9  | 1,2  | 1,6 | -    | 10 468    |
| Alcácer do Sal              | 17,3 | 19,4 | 52,9 | -       | 1,5  | 2,0  | 1,4 | -    | 11 345    |
| Alcanena                    | 44,7 | 31,3 | 16,4 | -       | 1,2  | 0,7  | 1,0 | -    | 9 313     |
| Alcobaça                    | 58,7 | 24,6 | 8,6  | -       | 2,5  | 0,8  | 0,5 | -    | 32 518    |
| Alcochete                   | 19,7 | 27,2 | 44,7 | -       | 1,0  | 2,8  | 1,3 | -    | 6 950     |
| Alcoutim                    | 32,4 | 38,6 | 15,9 | -       | 2,5  | 0,9  | 1,9 | -    | 3 419     |
| Alenquer                    | 28,9 | 34,4 | 26,8 | -       | 2,3  | 1,1  | 1,9 | -    | 22 319    |
| Alfândega da Fé             | 62,9 | 21,2 | 7,5  | -       | 0,7  | 0,6  | 1,1 | -    | 4 660     |
| Alijó                       | 59,4 | 26,8 | 4,5  | -       | 1,5  | 0,5  | 1,1 | -    | 11 099    |
| Aljezur                     | 20,4 | 39,4 | 26,0 | -       | 4,1  | 1,7  | 2,3 | -    | 3 657     |
| Aljustrel                   | 15,8 | 21,7 | 55,5 | -       | 1,0  | 1,3  | 1,1 | -    | 8 862     |
| Almada                      | 27,2 | 26,1 | 39,0 | -       | 0,9  | 2,9  | 1,0 | -    | 95 034    |
| Almeida                     | 76,4 | 15,1 | 3,1  | -       | 1,0  | 0,4  | 0,4 | -    | 6 797     |
| Almeirim                    | 29,8 | 38,2 | 25,5 | -       | 1,1  | 0,5  | 0,9 | -    | 13 773    |
| Almodôvar                   | 26,6 | 37,5 | 25,8 | -       | 2,3  | 0,8  | 1,2 | -    | 6 018     |
| Alpiarça                    | 18,3 | 13,3 | 61,2 | -       | 0,4  | 1,8  | 1,0 | -    | 5 707     |
| Alter do Chão               | 35,0 | 28,9 | 27,8 | -       | 1,2  | 0,5  | 1,9 | -    | 3 602     |
| Alvaiázere                  | 80,4 | 10,8 | 1,6  | -       | 0,9  | 0,8  | 0,4 | -    | 6 946     |
| Alvito                      | 31,1 | 17,8 | 43,0 | -       | 1,5  | 1,1  | 1,3 | -    | 2 041     |
| Amadora                     | 33,2 | 29,9 | 30,0 | -       | 0,8  | 2,1  | 1,2 | -    | 97 214    |
| Amarante                    | 50,4 | 31,7 | 6,5  | -       | 2,8  | 1,8  | 1,7 | -    | 27 333    |
| Amares                      | 69,8 | 18,8 | 3,8  | -       | 1,5  | 0,7  | 1,0 | -    | 9 135     |
| Anadia                      | 67,6 | 21,4 | 4,2  | -       | 1,2  | 0,5  | 0,5 | -    | 18 534    |
| Angra do Heroísmo           | -    | -    | 3,6  | 49,0    | 0,8  | 1,6  | 0,5 | 35,4 | 18 524    |
| Ansião                      | 77,2 | 14,8 | 2,9  | -       | 1,2  | 0,5  | 0,3 | -    | 9 715     |
| Arcos de Valdevez           | 65,2 | 19,8 | 4,9  | -       | 1,8  | 0,6  | 0,4 | -    | 15 582    |
| Arganil                     | 61,1 | 26,4 | 4,3  | -       | 1,4  | 0,4  | 0,9 | -    | 9 879     |
| Armamar                     | 71,1 | 15,2 | 5,2  | -       | 1,4  | 1,3  | 0,5 | -    | 5 192     |
| Arouca                      | 73,0 | 14,5 | 4,2  | -       | 1,2  | 0,7  | 0,6 | -    | 13 509    |
| Arraiolos                   | 25,6 | 14,1 | 54,9 | -       | 1,1  | 0,9  | 0,4 | -    | 6 570     |
| Arronches                   | 31,8 | 38,6 | 23,4 | -       | 1,8  | 0,7  | 1,0 | -    | 3 027     |
| Arruda dos Vinhos           | 29,9 | 37,2 | 21,6 | -       | 2,0  | 1,1  | 2,5 | -    | 5 255     |
| Aveiro                      | 62,6 | 23,9 | 7,3  | -       | 1,2  | 0,7  | 0,6 | -    | 36 268    |
| Avis                        | 26,9 | 15,1 | 53,8 | -       | 0,7  | 0,3  | 1,0 | -    | 4 399     |
| Azambuja                    | 25,0 | 36,4 | 26,3 | -       | 1,6  | 3,6  | 1,8 | -    | 12 517    |
| Baião                       | 43,1 | 39,1 | 5,9  | -       | 3,0  | 1,2  | 1,2 | -    | 12 457    |
| Barcelos                    | 66,0 | 21,0 | 6,1  | -       | 1,3  | 1,3  | 1,0 | -    | 55 744    |
| Barrancos                   | 14,0 | 36,8 | 38,4 | -       | 2,4  | 1,0  | 2,1 | -    | 1 268     |
| Barreiro                    | 17,0 | 21,5 | 54,3 | -       | 0,7  | 3,1  | 0,8 | -    | 54 791    |
| Batalha                     | 74,9 | 16,0 | 3,0  | -       | 1,3  | 0,5  | 0,2 | -    | 7 826     |
| Beja                        | 23,3 | 20,7 | 48,0 | -       | 1,0  | 2,0  | 1,1 | -    | 25 270    |
| Belmonte                    | 40,2 | 36,1 | 12,9 | -       | 2,6  | 1,0  | 0,8 | -    | 4 356     |
| Benavente                   | 24,6 | 24,3 | 42,8 | -       | 0,9  | 1,9  | 1,1 | -    | 10 073    |
| Bombarral                   | 54,9 | 24,7 | 11,6 | -       | 2,2  | 0,9  | 0,4 | -    | 8 460     |
| Borba                       | 24,9 | 20,6 | 46,5 | -       | 1,7  | 1,1  | 0,8 | -    | 5 945     |
| Boticas                     | 66,4 | 18,3 | 3,7  | -       | 1,6  | 0,6  | 1,1 | -    | 4 649     |
| Braga                       | 47,0 | 33,1 | 12,8 | -       | 1,6  | 0,7  | 1,3 | -    | 69 824    |
| Bragança                    | 62,9 | 24,6 | 4,5  | -       | 1,0  | 1,0  | 1,1 | -    | 20 289    |
| Cabeceiras de Basto         | 60,3 | 27,9 | 3,5  | -       | 2,8  | 0,6  | 0,9 | -    | 10 090    |
| Cadaval                     | 49,0 | 33,0 | 8,1  | -       | 2,0  | 0,9  | 1,4 | -    | 9 311     |
| Caldas da Rainha            | 57,9 | 24,4 | 9,9  | -       | 2,2  | 0,9  | 0,6 | -    | 25 482    |
| Calheta                     | -    | -    | 0,5  | 78,2    | 0,1  | 0,5  | 0,3 | 6,1  | 2 500     |
| Calheta                     | -    | -    | 0,6  | 75,0    | 0,1  | 0,5  | 0,1 | 5,2  | 7 110     |
| Câmara de Lobos             | -    | -    | 1,8  | 72,5    | 0,2  | 2,9  | 0,4 | 11,5 | 12 466    |
| Caminha                     | 44,1 | 36,5 | 10,5 | -       | 2,2  | 1,0  | 0,5 | -    | 9 813     |
| Campo Maior                 | 23,8 | 34,5 | 37,5 | -       | 1,0  | 0,3  | 0,8 | -    | 5 655     |
| Cantanhede                  | 65,6 | 24,7 | 3,1  | -       | 1,2  | 0,3  | 0,6 | -    | 22 695    |
| Carrazeda de Ansiães        | 69,7 | 18,9 | 3,2  | -       | 1,1  | 0,7  | 1,1 | -    | 6 408     |
| Carregal do Sal             | 64,1 | 23,4 | 4,4  | -       | 1,1  | 0,8  | 0,6 | -    | 6 725     |
| Cartaxo                     | 25,4 | 43,7 | 21,6 | -       | 1,4  | 1,4  | 1,1 | -    | 14 100    |
| Cascais                     | 50,1 | 23,8 | 19,0 | -       | 0,9  | 1,6  | 1,3 | -    | 88 139    |
| Castanheira de Pera         | 36,3 | 47,1 | 5,6  | -       | 3,9  | 1,2  | 0,3 | -    | 3 316     |
| Castelo Branco              | 51,1 | 31,7 | 9,8  | -       | 1,5  | 0,6  | 0,6 | -    | 35 927    |
| Castelo de Paiva            | 52,7 | 31,0 | 5,8  | -       | 3,0  | 1,6  | 0,9 | -    | 8 933     |
| Castelo de Vide             | 29,9 | 42,3 | 15,5 | -       | 3,6  | 1,3  | 1,2 | -    | 3 127     |
| Castro Daire                | 70,0 | 19,1 | 3,5  | -       | 1,2  | 0,5  | 0,3 | -    | 11 142    |
| Castro Marim                | 27,6 | 44,1 | 11,8 | -       | 3,0  | 3,2  | 2,4 | -    | 4 296     |
| Castro Verde                | 17,4 | 16,1 | 57,3 | -       | 1,7  | 1,8  | 1,2 | -    | 4 715     |
| Celorico da Beira           | 62,2 | 24,5 | 3,4  | -       | 2,1  | 0,9  | 0,9 | -    | 6 173     |
| Celorico de Basto           | 66,7 | 18,7 | 4,6  | -       | 2,3  | 1,2  | 1,1 | -    | 12 012    |
| Chamusca                    | 23,5 | 34,7 | 32,2 | -       | 1,5  | 1,1  | 1,3 | -    | 8 807     |
| Chaves                      | 65,6 | 20,4 | 5,2  | -       | 1,3  | 0,8  | 0,9 | -    | 26 171    |
| Cinfães                     | 61,8 | 24,3 | 4,4  | -       | 2,3  | 0,7  | 0,7 | -    | 13 805    |
| Coimbra                     | 39,8 | 38,0 | 15,2 | -       | 1,2  | 1,0  | 0,9 | -    | 86 646    |
| Condeixa-a-Nova             | 38,5 | 41,9 | 11,1 | -       | 1,6  | 0,9  | 0,8 | -    | 8 117     |
| Constância                  | 28,0 | 46,8 | 14,0 | -       | 1,5  | 1,3  | 1,9 | -    | 2 427     |
| Coruche                     | 28,7 | 18,9 | 45,4 | -       | 0,9  | 0,6  | 1,1 | -    | 17 343    |
| Corvo                       | -    | -    | 0    | 55,6    | 0,4  | 0    | 0   | 35,7 | 238       |
| Covilhã                     | 37,9 | 33,1 | 20,7 | -       | 1,5  | 1,2  | 0,6 | -    | 37 863    |
| Crato                       | 25,0 | 40,2 | 27,3 | -       | 1,2  | 0,6  | 1,5 | -    | 3 916     |
| Cuba                        | 21,0 | 16,6 | 55,5 | -       | 0,7  | 1,0  | 1,0 | -    | 4 173     |
| Elvas                       | 36,3 | 32,7 | 21,4 | -       | 2,3  | 0,9  | 1,6 | -    | 15 733    |
| Entroncamento               | 34,3 | 41,3 | 17,5 | -       | 0,9  | 1,8  | 0,8 | -    | 7 644     |
| Espinho                     | 45,8 | 34,3 | 14,0 | -       | 1,7  | 0,5  | 0,5 | -    | 19 696    |
| Esposende                   | 72,6 | 14,9 | 6,0  | -       | 1,3  | 0,8  | 0,8 | -    | 15 103    |
| Estarreja                   | 65,2 | 19,9 | 7,9  | -       | 1,3  | 0,6  | 0,6 | -    | 15 498    |
| Estremoz                    | 36,7 | 19,1 | 36,6 | -       | 1,1  | 1,3  | 0,9 | -    | 12 732    |
| Évora                       | 31,7 | 20,6 | 41,8 | -       | 0,9  | 1,0  | 0,8 | -    | 34 834    |
| Fafe                        | 47,9 | 36,0 | 7,2  | -       | 2,6  | 0,8  | 1,2 | -    | 25 607    |
| Faro                        | 41,4 | 30,1 | 19,8 | -       | 1,7  | 1,5  | 1,3 | -    | 29 382    |
| Felgueiras                  | 49,9 | 34,1 | 6,2  | -       | 2,8  | 1,0  | 1,3 | -    | 25 221    |
| Ferreira do Alentejo        | 24,5 | 20,0 | 47,4 | -       | 1,5  | 0,8  | 1,2 | -    | 7 682     |
| Ferreira do Zêzere          | 71,9 | 15,8 | 3,4  | -       | 1,6  | 0,7  | 0,9 | -    | 7 241     |
| Figueira da Foz             | 35,9 | 40,8 | 14,3 | -       | 1,7  | 0,8  | 1,3 | -    | 36 515    |
| Figueira de Castelo Rodrigo | 64,4 | 24,3 | 3,8  | -       | 1,6  | 0,7  | 0,6 | -    | 6 039     |
| Figueiró dos Vinhos         | 75,0 | 14,9 | 2,8  | -       | 0,9  | 0,8  | 0,4 | -    | 5 852     |
| Fornos de Algodres          | 68,5 | 20,2 | 3,6  | -       | 1,2  | 0,8  | 0,9 | -    | 4 264     |
| Freixo de Espada à Cinta    | 54,1 | 31,1 | 7,6  | -       | 1,0  | 0,5  | 0,9 | -    | 3 430     |
| Fronteira                   | 32,2 | 37,8 | 23,7 | -       | 1,4  | 1,1  | 0,9 | -    | 3 197     |
| Funchal                     | -    | -    | 4,5  | 53,7    | 0,3  | 4,6  | 0,3 | 23,6 | 57 118    |
| Fundão                      | 45,2 | 36,2 | 8,6  | -       | 1,9  | 0,6  | 0,8 | -    | 21 130    |
| Gavião                      | 25,5 | 41,8 | 21,2 | -       | 2,8  | 0,9  | 1,7 | -    | 4 594     |
| Góis                        | 55,0 | 31,8 | 3,1  | -       | 1,5  | 0,4  | 1,2 | -    | 4 005     |
| Golegã                      | 28,4 | 29,5 | 34,0 | -       | 1,2  | 0,8  | 1,3 | -    | 3 929     |
| Gondomar                    | 39,6 | 35,5 | 17,8 | -       | 1,6  | 1,3  | 1,2 | -    | 76 814    |
| Gouveia                     | 47,5 | 35,3 | 7,7  | -       | 2,2  | 1,0  | 0,8 | -    | 12 566    |
| Grândola                    | 23,6 | 16,3 | 52,9 | -       | 1,0  | 1,6  | 1,1 | -    | 11 772    |
| Guarda                      | 51,2 | 35,2 | 4,8  | -       | 1,8  | 0,8  | 0,9 | -    | 25 795    |
| Guimarães                   | 42,3 | 38,4 | 11,0 | -       | 2,5  | 0,8  | 1,3 | -    | 80 514    |
| Horta                       | -    | -    | 4,0  | 58,2    | 0,8  | 1,4  | 0,2 | 28,8 | 8 768     |
| Idanha-a-Nova               | 41,7 | 42,2 | 5,9  | -       | 2,1  | 0,8  | 0,7 | -    | 11 558    |
| Ílhavo                      | 61,6 | 25,0 | 5,9  | -       | 1,7  | 0,9  | 0,6 | -    | 16 906    |
| Lagoa                       | -    | -    | 2,9  | 54,7    | 0,5  | 1,1  | 0,8 | 29,5 | 5 058     |
| Lagoa                       | 33,8 | 38,6 | 16,0 | -       | 1,9  | 1,9  | 2,0 | -    | 9 666     |
| Lagos                       | 30,7 | 35,4 | 22,1 | -       | 2,4  | 2,3  | 2,0 | -    | 13 109    |
| Lajes das Flores            | -    | -    | 6,7  | 50,5    | 0,8  | 0,6  | 0,3 | 32,6 | 1 046     |
| Lajes do Pico               | -    | -    | 1,5  | 50,9    | 0,4  | 0,5  | 0,3 | 41,4 | 3 225     |
| Lamego                      | 58,7 | 26,2 | 7,4  | -       | 1,5  | 0,7  | 0,6 | -    | 17 627    |
| Leiria                      | 68,8 | 18,4 | 6,1  | -       | 1,3  | 0,8  | 0,5 | -    | 56 205    |
| Lisboa                      | 45,8 | 27,0 | 20,6 | -       | 0,7  | 1,7  | 1,2 | -    | 567 996   |
| Loulé                       | 48,3 | 29,6 | 10,7 | -       | 2,4  | 1,5  | 1,7 | -    | 27 797    |
| Loures                      | 32,4 | 30,6 | 29,8 | -       | 0,9  | 1,6  | 1,5 | -    | 162 244   |
| Lourinhã                    | 60,5 | 26,9 | 3,9  | -       | 1,6  | 0,8  | 1,1 | -    | 12 986    |
| Lousã                       | 43,1 | 39,2 | 6,0  | -       | 2,7  | 1,6  | 1,3 | -    | 8 005     |
| Lousada                     | 49,2 | 34,5 | 7,4  | -       | 2,6  | 0,9  | 1,4 | -    | 19 515    |
| Mação                       | 60,2 | 24,6 | 5,8  | -       | 1,5  | 0,8  | 0,8 | -    | 8 560     |
| Macedo de Cavaleiros        | 70,6 | 17,0 | 4,2  | -       | 1,0  | 0,9  | 1,1 | -    | 11 586    |
| Machico                     | -    | -    | 1,9  | 61,5    | 0,2  | 20,4 | 0,3 | 10,2 | 10 125    |
| Madalena                    | -    | -    | 3,2  | 58,7    | 0,2  | 0,9  | 0,3 | 29,8 | 3 499     |
| Mafra                       | 46,4 | 28,5 | 13,2 | -       | 2,2  | 1,4  | 2,3 | -    | 26 277    |
| Maia                        | 41,7 | 38,2 | 12,3 | -       | 1,9  | 1,6  | 1,3 | -    | 47 165    |
| Mangualde                   | 60,4 | 26,5 | 5,6  | -       | 1,8  | 0,5  | 0,7 | -    | 12 653    |
| Manteigas                   | 44,1 | 31,1 | 15,5 | -       | 1,9  | 0,9  | 0,9 | -    | 2 805     |
| Marco de Canaveses          | 56,4 | 27,8 | 5,5  | -       | 2,8  | 1,0  | 1,3 | -    | 23 358    |
| Marinha Grande              | 26,1 | 27,3 | 38,2 | -       | 1,9  | 2,0  | 0,6 | -    | 18 712    |
| Marvão                      | 37,2 | 42,1 | 9,0  | -       | 2,7  | 0,7  | 1,8 | -    | 3 926     |
| Matosinhos                  | 37,6 | 42,3 | 13,3 | -       | 1,5  | 1,8  | 1,0 | -    | 83 562    |
| Mealhada                    | 39,3 | 44,8 | 8,3  | -       | 2,2  | 0,5  | 0,7 | -    | 11 129    |
| Mêda                        | 70,6 | 18,2 | 3,6  | -       | 1,4  | 0,7  | 0,6 | -    | 5 512     |
| Melgaço                     | 56,0 | 30,7 | 4,0  | -       | 1,9  | 0,6  | 0,7 | -    | 7 259     |
| Mértola                     | 18,3 | 16,3 | 55,1 | -       | 2,0  | 0,9  | 1,6 | -    | 7 454     |
| Mesão Frio                  | 55,2 | 25,0 | 6,3  | -       | 2,4  | 1,4  | 1,4 | -    | 3 342     |
| Mira                        | 58,4 | 30,3 | 3,6  | -       | 1,7  | 0,3  | 1,0 | -    | 7 503     |
| Miranda do Corvo            | 48,2 | 37,6 | 5,3  | -       | 1,7  | 0,7  | 0,9 | -    | 7 005     |
| Miranda do Douro            | 62,7 | 21,0 | 3,3  | -       | 1,6  | 2,1  | 1,3 | -    | 5 726     |
| Mirandela                   | 62,4 | 22,5 | 6,7  | -       | 1,1  | 0,8  | 1,0 | -    | 15 631    |
| Mogadouro                   | 71,6 | 17,5 | 2,8  | -       | 1,0  | 0,8  | 1,0 | -    | 8 577     |
| Moimenta da Beira           | 67,0 | 18,9 | 6,4  | -       | 1,1  | 0,5  | 0,6 | -    | 7 117     |
| Moita                       | 14,6 | 15,6 | 59,3 | -       | 0,7  | 5,7  | 0,8 | -    | 30 313    |
| Monção                      | 65,3 | 22,2 | 4,3  | -       | 1,5  | 0,5  | 0,4 | -    | 13 450    |
| Monchique                   | 45,8 | 28,7 | 13,0 | -       | 2,8  | 1,1  | 1,8 | -    | 6 698     |
| Mondim de Basto             | 67,7 | 17,1 | 3,8  | -       | 2,2  | 1,5  | 1,4 | -    | 4 698     |
| Monforte                    | 33,6 | 27,5 | 30,0 | -       | 1,9  | 0,7  | 1,5 | -    | 2 992     |
| Montalegre                  | 58,6 | 24,6 | 4,5  | -       | 2,0  | 0,9  | 1,3 | -    | 10 268    |
| Montemor-o-Novo             | 23,7 | 13,6 | 57,5 | -       | 1,0  | 0,7  | 0,7 | -    | 14 922    |
| Montemor-o-Velho            | 34,6 | 44,7 | 10,1 | -       | 2,0  | 1,2  | 1,4 | -    | 15 378    |
| Montijo                     | 27,4 | 25,7 | 37,9 | -       | 1,5  | 2,1  | 1,4 | -    | 23 336    |
| Mora                        | 33,9 | 11,5 | 49,1 | -       | 1,0  | 0,5  | 0,6 | -    | 5 311     |
| Mortágua                    | 63,7 | 22,7 | 6,2  | -       | 1,0  | 0,6  | 0,7 | -    | 6 101     |
| Moura                       | 20,9 | 23,8 | 45,4 | -       | 1,7  | 1,1  | 1,8 | -    | 12 396    |
| Mourão                      | 35,0 | 24,2 | 34,0 | -       | 1,1  | 0,8  | 0,9 | -    | 2 279     |
| Murça                       | 70,9 | 15,3 | 4,4  | -       | 1,3  | 0,3  | 0,9 | -    | 4 713     |
| Murtosa                     | 77,4 | 11,3 | 3,8  | -       | 1,1  | 0,4  | 0,6 | -    | 5 634     |
| Nazaré                      | 35,0 | 44,1 | 11,1 | -       | 2,6  | 2,9  | 0,5 | -    | 9 110     |
| Nelas                       | 52,5 | 33,5 | 6,5  | -       | 1,8  | 1,1  | 0,6 | -    | 8 568     |
| Nisa                        | 31,4 | 39,3 | 19,6 | -       | 1,9  | 0,8  | 1,4 | -    | 7 976     |
| Nordeste                    | -    | -    | 2,7  | 64,4    | 0,1  | 1,0  | 0,4 | 22,4 | 3 562     |
| Óbidos                      | 47,5 | 30,7 | 9,6  | -       | 3,7  | 1,3  | 0,7 | -    | 6 054     |
| Odemira                     | 21,8 | 20,0 | 45,4 | -       | 2,8  | 1,4  | 2,0 | -    | 19 511    |
| Oeiras                      | 44,8 | 26,9 | 22,3 | -       | 0,6  | 1,7  | 1,1 | -    | 89 378    |
| Oleiros                     | 80,2 | 10,2 | 2,6  | -       | 1,1  | 0,4  | 0,4 | -    | 6 624     |
| Olhão                       | 36,5 | 40,3 | 11,9 | -       | 2,1  | 1,4  | 1,5 | -    | 20 596    |
| Oliveira de Azeméis         | 56,8 | 28,3 | 7,1  | -       | 2,1  | 0,8  | 0,8 | -    | 35 539    |
| Oliveira de Frades          | 77,1 | 15,4 | 2,6  | -       | 0,8  | 0,4  | 0,4 | -    | 6 519     |
| Oliveira do Bairro          | 79,6 | 11,8 | 2,2  | -       | 1,0  | 0,4  | 0,4 | -    | 11 105    |
| Oliveira do Hospital        | 58,8 | 29,9 | 2,6  | -       | 1,5  | 0,5  | 0,8 | -    | 14 721    |
| Ourém                       | 79,9 | 11,7 | 2,1  | -       | 1,0  | 0,7  | 0,5 | -    | 24 237    |
| Ourique                     | 33,3 | 19,3 | 37,1 | -       | 2,5  | 0,7  | 1,5 | -    | 5 232     |
| Ovar                        | 47,9 | 32,9 | 11,0 | -       | 2,3  | 1,6  | 0,6 | -    | 24 489    |
| Paços de Ferreira           | 61,9 | 23,4 | 7,9  | -       | 1,8  | 0,6  | 1,3 | -    | 21 463    |
| Palmela                     | 23,4 | 25,2 | 40,9 | -       | 2,1  | 2,0  | 1,9 | -    | 22 953    |
| Pampilhosa da Serra         | 66,7 | 18,5 | 4,0  | -       | 1,6  | 0,6  | 0,9 | -    | 4 768     |
| Paredes                     | 60,7 | 24,2 | 7,4  | -       | 2,0  | 0,9  | 1,2 | -    | 33 960    |
| Paredes de Coura            | 50,9 | 28,9 | 7,5  | -       | 2,6  | 0,6  | 0,8 | -    | 5 944     |
| Pedrógão Grande             | 75,6 | 13,8 | 2,6  | -       | 1,7  | 0,6  | 0,4 | -    | 3 874     |
| Penacova                    | 56,6 | 29,2 | 7,0  | -       | 1,1  | 0,4  | 0,6 | -    | 9 771     |
| Penafiel                    | 53,0 | 28,6 | 8,5  | -       | 2,6  | 1,2  | 1,2 | -    | 33 412    |
| Penalva do Castelo          | 70,3 | 17,1 | 3,7  | -       | 1,7  | 0,5  | 0,7 | -    | 5 921     |
| Penamacor                   | 51,0 | 34,6 | 3,9  | -       | 2,2  | 0,6  | 0,8 | -    | 6 257     |
| Penedono                    | 62,4 | 22,5 | 5,4  | -       | 1,3  | 0,8  | 0,3 | -    | 2 391     |
| Penela                      | 61,8 | 26,7 | 3,6  | -       | 1,7  | 0,2  | 0,8 | -    | 4 924     |
| Peniche                     | 38,2 | 35,2 | 18,5 | -       | 2,5  | 1,1  | 0,5 | -    | 15 084    |
| Peso da Régua               | 44,9 | 36,7 | 7,9  | -       | 2,2  | 0,9  | 1,1 | -    | 11 512    |
| Pinhel                      | 67,4 | 18,3 | 4,9  | -       | 1,5  | 0,7  | 0,7 | -    | 8 671     |
| Pombal                      | 68,7 | 18,1 | 3,7  | -       | 2,2  | 1,0  | 0,5 | -    | 28 361    |
| Ponta Delgada               | -    | -    | 4,0  | 58,7    | 0,3  | 1,4  | 0,6 | 24,0 | 28 244    |
| Ponta do Sol                | -    | -    | 1,0  | 85,7    | 0,0  | 1,0  | 0,0 | 4,8  | 4 904     |
| Ponte da Barca              | 66,2 | 22,1 | 4,1  | -       | 1,5  | 0,3  | 0,5 | -    | 7 739     |
| Ponte de Lima               | 74,2 | 13,8 | 6,0  | -       | 1,0  | 0,4  | 0,3 | -    | 24 706    |
| Ponte de Sor                | 30,5 | 18,1 | 44,0 | -       | 1,3  | 0,7  | 1,5 | -    | 12 808    |
| Portalegre                  | 38,7 | 40,4 | 13,9 | -       | 1,9  | 0,5  | 1,2 | -    | 19 010    |
| Portel                      | 23,0 | 14,1 | 57,1 | -       | 1,0  | 0,5  | 0,8 | -    | 5 792     |
| Portimão                    | 33,4 | 40,3 | 16,3 | -       | 1,8  | 2,1  | 1,5 | -    | 23 123    |
| Porto                       | 47,8 | 31,9 | 14,8 | -       | 0,8  | 1,8  | 0,8 | -    | 224 255   |
| Porto de Mós                | 67,1 | 18,9 | 7,2  | -       | 1,6  | 1,1  | 0,5 | -    | 13 676    |
| Porto Moniz                 | -    | -    | 0,2  | 74,2    | 0    | 0,3  | 0,1 | 6,0  | 2 116     |
| Porto Santo                 | -    | -    | 1,0  | 54,9    | 0,2  | 0,3  | 0,1 | 36,4 | 2 317     |
| Póvoa de Lanhoso            | 63,9 | 23,7 | 4,1  | -       | 2,0  | 1,0  | 0,8 | -    | 11 100    |
| Póvoa de Varzim             | 62,0 | 23,7 | 8,4  | -       | 1,6  | 0,5  | 0,8 | -    | 29 271    |
| Povoação                    | -    | -    | 1,8  | 66,2    | 0,4  | 0,7  | 0,6 | 17,6 | 4 222     |
| Proença-a-Nova              | 76,4 | 15,4 | 2,1  | -       | 1,5  | 0,3  | 0,4 | -    | 8 117     |
| Redondo                     | 29,3 | 20,4 | 42,1 | -       | 1,3  | 1,4  | 1,0 | -    | 5 759     |
| Reguengos de Monsaraz       | 28,8 | 29,1 | 34,8 | -       | 1,8  | 0,6  | 1,2 | -    | 7 922     |
| Resende                     | 62,7 | 24,4 | 2,9  | -       | 1,9  | 0,6  | 0,5 | -    | 8 077     |
| Ribeira Brava               | -    | -    | 1,9  | 77,3    | 0,2  | 0,7  | 0,3 | 8,2  | 6 540     |
| Ribeira de Pena             | 66,7 | 17,7 | 2,5  | -       | 1,9  | 1,3  | 1,3 | -    | 4 888     |
| Ribeira Grande              | -    | -    | 2,3  | 62,9    | 0,4  | 1,4  | 0,4 | 22,1 | 12 297    |
| Rio Maior                   | 61,2 | 25,8 | 5,1  | -       | 1,6  | 0,7  | 0,9 | -    | 12 714    |
| Sabrosa                     | 65,9 | 18,6 | 4,8  | -       | 2,0  | 0,6  | 0,9 | -    | 5 253     |
| Sabugal                     | 70,7 | 17,5 | 2,8  | -       | 1,8  | 0,7  | 0,8 | -    | 12 977    |
| Salvaterra de Magos         | 22,5 | 38,5 | 29,4 | -       | 1,9  | 0,9  | 1,4 | -    | 10 996    |
| Santa Comba Dão             | 64,4 | 25,1 | 2,7  | -       | 1,0  | 0,5  | 0,6 | -    | 8 256     |
| Santa Cruz                  | -    | -    | 2,3  | 70,7    | 0,3  | 2,5  | 0,3 | 14,0 | 12 078    |
| Santa Cruz da Graciosa      | -    | -    | 0,9  | 65,5    | 0,2  | 0,4  | 0,4 | 26,2 | 2 951     |
| Santa Cruz das Flores       | -    | -    | 2,0  | 55,0    | 0,7  | 0,3  | 0   | 17,6 | 1 383     |
| Santa Marta de Penaguião    | 49,1 | 34,7 | 5,3  | -       | 2,0  | 0,9  | 1,0 | -    | 6 005     |
| Santana                     | -    | -    | 0,9  | 81,0    | 0,1  | 0,8  | 0,2 | 6,7  | 5 492     |
| Santarém                    | 39,0 | 36,7 | 16,8 | -       | 1,3  | 0,9  | 0,9 | -    | 42 190    |
| Santiago do Cacém           | 26,8 | 18,3 | 46,8 | -       | 1,6  | 1,2  | 1,3 | -    | 19 407    |
| Santo Tirso                 | 47,3 | 36,3 | 8,4  | -       | 2,3  | 0,9  | 1,3 | -    | 55 161    |
| São Brás de Alportel        | 39,7 | 35,6 | 13,2 | -       | 2,8  | 1,3  | 2,0 | -    | 4 781     |
| São João da Madeira         | 49,0 | 34,8 | 9,9  | -       | 1,8  | 1,0  | 0,5 | -    | 10 571    |
| São João da Pesqueira       | 60,5 | 21,0 | 7,2  | -       | 2,2  | 1,6  | 0,8 | -    | 5 599     |
| São Pedro do Sul            | 60,8 | 23,5 | 7,8  | -       | 1,5  | 0,5  | 0,5 | -    | 12 544    |
| São Roque do Pico           | -    | -    | 4,6  | 52,9    | 0,3  | 0,3  | 0,4 | 34,9 | 2 073     |
| São Vicente                 | -    | -    | 1,3  | 65,8    | 0,2  | 0,7  | 0,3 | 10,0 | 3 772     |
| Sardoal                     | 47,0 | 33,9 | 7,9  | -       | 1,5  | 1,0  | 0,9 | -    | 3 312     |
| Sátão                       | 80,6 | 12,2 | 2,0  | -       | 1,2  | 0,3  | 0,3 | -    | 7 492     |
| Seia                        | 51,1 | 35,6 | 6,1  | -       | 1,9  | 0,7  | 0,7 | -    | 19 392    |
| Seixal                      | 24,9 | 24,5 | 43,8 | -       | 0,7  | 2,3  | 1,0 | -    | 47 403    |
| Sernancelhe                 | 74,3 | 15,7 | 1,9  | -       | 1,6  | 0,7  | 0,6 | -    | 4 243     |
| Serpa                       | 25,0 | 18,7 | 48,5 | -       | 1,3  | 1,1  | 1,0 | -    | 13 452    |
| Sertã                       | 74,6 | 14,7 | 2,6  | -       | 1,3  | 0,4  | 0,5 | -    | 13 344    |
| Sesimbra                    | 25,8 | 25,4 | 39,0 | -       | 1,8  | 1,7  | 1,4 | -    | 14 522    |
| Setúbal                     | 29,1 | 26,4 | 35,1 | -       | 1,1  | 3,2  | 1,3 | -    | 62 104    |
| Sever do Vouga              | 75,0 | 15,1 | 4,0  | -       | 0,9  | 0,5  | 0,4 | -    | 8 263     |
| Silves                      | 31,9 | 32,8 | 23,2 | -       | 2,4  | 1,8  | 1,8 | -    | 20 842    |
| Sines                       | 23,7 | 19,7 | 48,6 | -       | 1,0  | 2,0  | 1,1 | -    | 7 182     |
| Sintra                      | 39,6 | 28,5 | 23,4 | -       | 1,0  | 2,3  | 1,6 | -    | 131 356   |
| Sobral de Monte Agraço      | 27,5 | 23,9 | 35,9 | -       | 2,5  | 1,3  | 2,2 | -    | 4 880     |
| Soure                       | 32,5 | 50,0 | 7,9  | -       | 2,2  | 0,9  | 1,0 | -    | 13 601    |
| Sousel                      | 44,7 | 10,2 | 38,7 | -       | 0,9  | 0,7  | 1,1 | -    | 5 247     |
| Tábua                       | 61,8 | 25,2 | 3,4  | -       | 2,0  | 0,4  | 1,0 | -    | 8 070     |
| Tabuaço                     | 71,4 | 18,2 | 2,6  | -       | 1,4  | 0,8  | 0,5 | -    | 4 962     |
| Tarouca                     | 69,3 | 9,1  | 12,2 | -       | 1,4  | 0,5  | 1,0 | -    | 4 528     |
| Tavira                      | 38,8 | 37,2 | 10,1 | -       | 2,7  | 2,9  | 1,8 | -    | 14 648    |
| Terras de Bouro             | 72,4 | 15,6 | 5,2  | -       | 1,3  | 0,8  | 0,8 | -    | 5 759     |
| Tomar                       | 52,3 | 30,3 | 7,9  | -       | 1,7  | 1,5  | 0,9 | -    | 28 941    |
| Tondela                     | 71,7 | 18,8 | 3,7  | -       | 0,9  | 0,4  | 0,4 | -    | 21 707    |
| Torre de Moncorvo           | 60,6 | 26,6 | 4,7  | -       | 1,0  | 0,8  | 1,1 | -    | 8 053     |
| Torres Novas                | 40,7 | 31,3 | 18,3 | -       | 1,6  | 1,6  | 1,1 | -    | 23 442    |
| Torres Vedras               | 44,6 | 28,6 | 17,4 | -       | 1,9  | 1,3  | 1,5 | -    | 39 705    |
| Trancoso                    | 68,5 | 18,4 | 4,2  | -       | 1,8  | 0,8  | 0,7 | -    | 8 186     |
| Vagos                       | 84,7 | 8,5  | 1,9  | -       | 0,7  | 0,4  | 0,3 | -    | 10 663    |
| Vale de Cambra              | 68,3 | 19,8 | 5,0  | -       | 1,6  | 0,8  | 0,5 | -    | 13 917    |
| Valença                     | 59,3 | 28,6 | 4,6  | -       | 1,4  | 0,6  | 0,5 | -    | 8 411     |
| Valongo                     | 41,7 | 38,9 | 12,5 | -       | 1,5  | 1,5  | 1,0 | -    | 35 404    |
| Valpaços                    | 77,7 | 13,2 | 2,1  | -       | 0,9  | 0,3  | 0,8 | -    | 14 829    |
| Velas                       | -    | -    | 0,9  | 63,0    | 0,0  | 1,4  | 0,2 | 12,1 | 3 189     |
| Vendas Novas                | 30,5 | 18,9 | 44,7 | -       | 1,1  | 0,5  | 0,8 | -    | 7 715     |
| Viana do Alentejo           | 22,4 | 15,4 | 53,0 | -       | 1,6  | 1,4  | 1,4 | -    | 4 429     |
| Viana do Castelo            | 50,9 | 22,4 | 18,9 | -       | 1,4  | 0,8  | 0,5 | -    | 47 173    |
| Vidigueira                  | 20,4 | 24,6 | 45,8 | -       | 1,5  | 1,0  | 1,4 | -    | 5 044     |
| Vieira do Minho             | 61,3 | 21,9 | 7,4  | -       | 1,7  | 0,9  | 1,2 | -    | 9 054     |
| Vila de Rei                 | 85,5 | 8,3  | 1,7  | -       | 0,5  | 0,2  | 0,2 | -    | 3 334     |
| Vila do Bispo               | 26,3 | 33,4 | 21,8 | -       | 3,7  | 4,1  | 2,2 | -    | 3 548     |
| Vila da Feira               | 49,2 | 36,9 | 6,2  | -       | 2,5  | 0,8  | 0,7 | -    | 60 659    |
| Vila do Conde               | 48,1 | 35,4 | 9,2  | -       | 2,2  | 0,7  | 1,2 | -    | 35 838    |
| Vila do Porto               | -    | -    | 2,5  | 25,2    | 0,6  | 1,6  | 0,7 | 38,9 | 2 812     |
| Vila Flor                   | 62,8 | 20,8 | 5,6  | -       | 1,2  | 1,4  | 1,1 | -    | 5 382     |
| Vila Franca de Xira         | 24,9 | 30,8 | 36,8 | -       | 1,0  | 1,7  | 1,5 | -    | 51 007    |
| Vila Franca do Campo        | -    | -    | 4,0  | 59,2    | 0,5  | 3,1  | 0,7 | 22,4 | 5 164     |
| Vila Nova da Barquinha      | 35,3 | 38,8 | 14,6 | -       | 1,9  | 1,8  | 1,3 | -    | 5 005     |
| Vila Nova de Cerveira       | 58,0 | 28,2 | 5,8  | -       | 1,2  | 0,7  | 0,5 | -    | 5 571     |
| Vila Nova de Famalicão      | 52,3 | 33,2 | 8,1  | -       | 1,8  | 0,7  | 1,2 | -    | 60 572    |
| Vila Nova de Foz Coa        | 66,1 | 20,5 | 6,1  | -       | 1,4  | 0,7  | 0,7 | -    | 7 056     |
| Vila Nova de Gaia           | 42,3 | 37,9 | 12,7 | -       | 1,7  | 1,4  | 1,1 | -    | 137 894   |
| Vila Nova de Paiva          | 76,3 | 14,2 | 2,1  | -       | 0,9  | 0,7  | 0,4 | -    | 3 474     |
| Vila Nova de Poiares        | 53,0 | 29,3 | 7,7  | -       | 1,3  | 0,9  | 1,2 | -    | 3 704     |
| Vila Pouca de Aguiar        | 59,6 | 23,6 | 4,7  | -       | 2,1  | 0,6  | 1,3 | -    | 9 645     |
| Vila Praia da Vitória       | -    | -    | 2,0  | 54,8    | 0,9  | 1,0  | 0,4 | 32,5 | 11 437    |
| Vila Real                   | 59,4 | 23,9 | 7,4  | -       | 1,3  | 0,9  | 1,1 | -    | 26 244    |
| Vila Real de Santo António  | 26,8 | 31,4 | 31,8 | -       | 1,5  | 2,9  | 1,4 | -    | 10 090    |
| Vila Velha de Ródão         | 36,7 | 43,1 | 14,5 | -       | 1,2  | 0,5  | 0,4 | -    | 3 826     |
| Vila Verde                  | 71,8 | 17,1 | 3,7  | -       | 1,2  | 1,0  | 0,8 | -    | 22 904    |
| Vila Viçosa                 | 28,3 | 21,5 | 42,6 | -       | 1,4  | 0,6  | 1,4 | -    | 5 860     |
| Vimioso                     | 71,9 | 15,0 | 2,8  | -       | 1,2  | 1,0  | 1,2 | -    | 4 450     |
| Vinhais                     | 67,3 | 17,5 | 4,8  | -       | 1,6  | 0,9  | 1,4 | -    | 8 794     |
| Viseu                       | 68,7 | 19,5 | 5,2  | -       | 1,2  | 0,7  | 0,5 | -    | 47 677    |
| Vouzela                     | 73,6 | 16,4 | 4,4  | -       | 1,0  | 0,4  | 0,4 | -    | 8 171     |
| Portugal                    | 44,4 | 27,1 | 16,9 | 2,5     | 1,4  | 1,4  | 1,0 | 0,9  | 5 917 355 |

## Resultados por círculo eleitoral

### Açores
| Partidos                | Partidos                             | Votos   | %             | +/-     | Deputados | +/-     |
| ----------------------- | ------------------------------------ | ------- | ------------- | ------- | --------- | ------- |
|                         | Partido Social Democrata             | 68 663  | 57,0 / 100,0  | 5,0     | 4 / 5     | 1       |
|                         | Partido Socialista                   | 32 812  | 27,3 / 100,0  | 2,7     | 1 / 5     | 1       |
|                         | Partido do Centro Democrático Social | 5 467   | 4,5 / 100,0   | 2,8     | 0 / 5     | Estável |
|                         | Aliança Povo Unido                   | 3 671   | 3,1 / 100,0   | Estável | 0 / 5     | Estável |
|                         | Partido Democrático do Atlântico     | 1 878   | 1,6 / 100,0   | Novo    | 0 / 5     | Novo    |
|                         | União Democrática Popular            | 1 566   | 1,3 / 100,0   | 0,4     | 0 / 5     | Estável |
|                         | Outros                               | 2 092   | 1,7 / 100,0   |         | 0 / 5     |         |
| Votos inválidos         | Votos inválidos                      | 4 252   | 3,5 / 100,0   | 0,5     |           |         |
| Total                   | Total                                | 120 401 | 100,0 / 100,0 |         | 5 / 5     |         |
| Eleitorado/Participação | Eleitorado/Participação              | 157 927 | 76,2 / 100,0  | 7,0     |           |         |

### Aveiro
| Partidos                | Partidos                                                                    | Votos   | %             | +/- | Deputados | +/-     |
| ----------------------- | --------------------------------------------------------------------------- | ------- | ------------- | --- | --------- | ------- |
|                         | Aliança Democrática                                                         | 211 408 | 58,8 / 100,0  | 2,1 | 10 / 15   | 1       |
|                         | Frente Republicana e Socialista                                             | 97 547  | 27,1 / 100,0  | 1,8 | 4 / 15    | 1       |
|                         | Aliança Povo Unido                                                          | 24 553  | 6,8 / 100,0   | 1,1 | 1 / 15    | Estável |
|                         | Partido Operário de Unidade Socialista–Partido Socialista dos Trabalhadores | 6 341   | 1,8 / 100,0   | -   | 0 / 15    | -       |
|                         | Outros                                                                      | 12 600  | 3,5 / 100,0   |     | 0 / 15    |         |
| Votos inválidos         | Votos inválidos                                                             | 6 907   | 1,9 / 100,0   | 0,5 |           |         |
| Total                   | Total                                                                       | 359 266 | 100,0 / 100,0 |     | 15 / 15   |         |
| Eleitorado/Participação | Eleitorado/Participação                                                     | 417 378 | 86,1 / 100,0  | 2,2 |           |         |

### Beja
| Partidos                | Partidos                                                                    | Votos   | %             | +/- | Deputados | +/-     |
| ----------------------- | --------------------------------------------------------------------------- | ------- | ------------- | --- | --------- | ------- |
|                         | Aliança Povo Unido                                                          | 57 987  | 47,1 / 100,0  | 3,6 | 3 / 5     | Estável |
|                         | Aliança Democrática                                                         | 27 619  | 22,4 / 100,0  | 3,4 | 1 / 5     | Estável |
|                         | Frente Republicana e Socialista                                             | 25 996  | 21,1 / 100,0  | 1,5 | 1 / 5     | Estável |
|                         | Partido Operário de Unidade Socialista–Partido Socialista dos Trabalhadores | 2 058   | 1,7 / 100,0   | -   | 0 / 5     | -       |
|                         | Partido Socialista Revolucionário                                           | 1 693   | 1,4 / 100,0   | 0,5 | 0 / 5     | Estável |
|                         | União Democrática Popular                                                   | 1 589   | 1,3 / 100,0   | 0,5 | 0 / 5     | Estável |
|                         | Outros                                                                      | 2 729   | 2,2 / 100,0   |     | 0 / 5     |         |
| Votos inválidos         | Votos inválidos                                                             | 3 483   | 2,8 / 100,0   | 0,2 |           |         |
| Total                   | Total                                                                       | 123 146 | 100,0 / 100,0 |     | 5 / 5     |         |
| Eleitorado/Participação | Eleitorado/Participação                                                     | 145 989 | 84,4 / 100,0  | 2,5 |           |         |

### Braga
| Partidos                | Partidos                                                                    | Votos   | %             | +/- | Deputados | +/-     |
| ----------------------- | --------------------------------------------------------------------------- | ------- | ------------- | --- | --------- | ------- |
|                         | Aliança Democrática                                                         | 212 676 | 54,9 / 100,0  | 3,0 | 9 / 15    | Estável |
|                         | Frente Republicana e Socialista                                             | 113 648 | 29,3 / 100,0  | 1,7 | 5 / 15    | Estável |
|                         | Aliança Povo Unido                                                          | 32 449  | 8,4 / 100,0   | 1,6 | 1 / 15    | Estável |
|                         | Partido Operário de Unidade Socialista–Partido Socialista dos Trabalhadores | 7 212   | 1,9 / 100,0   | -   | 0 / 15    | -       |
|                         | Partido Socialista Revolucionário                                           | 4 360   | 1,1 / 100,0   | 0,5 | 0 / 15    | Estável |
|                         | Outros                                                                      | 9 134   | 2,4 / 100,0   |     | 0 / 15    |         |
| Votos inválidos         | Votos inválidos                                                             | 8 097   | 2,1 / 100,0   | 0,5 |           |         |
| Total                   | Total                                                                       | 387 576 | 100,0 / 100,0 |     | 15 / 15   |         |
| Eleitorado/Participação | Eleitorado/Participação                                                     | 433 979 | 89,3 / 100,0  | 2,0 |           |         |

### Bragança
| Partidos                | Partidos                                                                    | Votos   | %             | +/-     | Deputados | +/-     |
| ----------------------- | --------------------------------------------------------------------------- | ------- | ------------- | ------- | --------- | ------- |
|                         | Aliança Democrática                                                         | 67 153  | 65,3 / 100,0  | 4,6     | 3 / 4     | Estável |
|                         | Frente Republicana e Socialista                                             | 21 905  | 21,3 / 100,0  | 1,4     | 1 / 4     | Estável |
|                         | Aliança Povo Unido                                                          | 4 941   | 4,8 / 100,0   | 1,0     | 0 / 4     | Estável |
|                         | Partido Socialista Revolucionário                                           | 1 173   | 1,1 / 100,0   | Estável | 0 / 4     | Estável |
|                         | Partido Operário de Unidade Socialista–Partido Socialista dos Trabalhadores | 1 159   | 1,1 / 100,0   | -       | 0 / 4     | -       |
|                         | União Democrática Popular                                                   | 977     | 1,0 / 100,0   | 0,9     | 0 / 4     | Estável |
|                         | Outros                                                                      | 2 329   | 2,3 / 100,0   |         | 0 / 4     |         |
| Votos inválidos         | Votos inválidos                                                             | 3 206   | 3,1 / 100,0   | 0,7     |           |         |
| Total                   | Total                                                                       | 102 843 | 100,0 / 100,0 |         | 4 / 4     |         |
| Eleitorado/Participação | Eleitorado/Participação                                                     | 128 428 | 80,1 / 100,0  | 3,9     |           |         |

### Castelo Branco
| Partidos                | Partidos                                                                    | Votos   | %             | +/- | Deputados | +/-     |
| ----------------------- | --------------------------------------------------------------------------- | ------- | ------------- | --- | --------- | ------- |
|                         | Aliança Democrática                                                         | 77 675  | 51,0 / 100,0  | 1,1 | 4 / 6     | Estável |
|                         | Frente Republicana e Socialista                                             | 46 182  | 30,3 / 100,0  | 1,6 | 2 / 6     | Estável |
|                         | Aliança Povo Unido                                                          | 15 946  | 10,5 / 100,0  | 1,9 | 0 / 6     | Estável |
|                         | Partido Operário de Unidade Socialista–Partido Socialista dos Trabalhadores | 2 457   | 1,6 / 100,0   | -   | 0 / 6     | -       |
|                         | Outros                                                                      | 4 964   | 3,3 / 100,0   |     | 0 / 6     |         |
| Votos inválidos         | Votos inválidos                                                             | 5 060   | 3,3 / 100,0   | 0,4 |           |         |
| Total                   | Total                                                                       | 152 284 | 100,0 / 100,0 |     | 6 / 6     |         |
| Eleitorado/Participação | Eleitorado/Participação                                                     | 180 917 | 84,2 / 100,0  | 1,9 |           |         |

### Coimbra
| Partidos                | Partidos                                                                    | Votos   | %             | +/- | Deputados | +/-     |
| ----------------------- | --------------------------------------------------------------------------- | ------- | ------------- | --- | --------- | ------- |
|                         | Aliança Democrática                                                         | 122 488 | 46,1 / 100,0  | 1,3 | 6 / 12    | Estável |
|                         | Frente Republicana e Socialista                                             | 95 350  | 35,9 / 100,0  | 0,2 | 5 / 12    | Estável |
|                         | Aliança Povo Unido                                                          | 26 231  | 9,9 / 100,0   | 1,3 | 1 / 12    | Estável |
|                         | Partido Operário de Unidade Socialista–Partido Socialista dos Trabalhadores | 4 067   | 1,5 / 100,0   | 0,8 | 0 / 12    | Estável |
|                         | Partido Socialista Revolucionário                                           | 2 596   | 1,0 / 100,0   | 0,5 | 0 / 12    | Estável |
|                         | Outros                                                                      | 7 715   | 2,9 / 100,0   |     | 0 / 12    |         |
| Votos inválidos         | Votos inválidos                                                             | 7 164   | 2,7 / 100,0   | 1,6 |           |         |
| Total                   | Total                                                                       | 265 611 | 100,0 / 100,0 |     | 12 / 12   |         |
| Eleitorado/Participação | Eleitorado/Participação                                                     | 325 589 | 81,6 / 100,0  | 2,5 |           |         |

### Évora
| Partidos                | Partidos                                                                    | Votos   | %             | +/- | Deputados | +/-     |
| ----------------------- | --------------------------------------------------------------------------- | ------- | ------------- | --- | --------- | ------- |
|                         | Aliança Povo Unido                                                          | 57 521  | 45,7 / 100,0  | 3,2 | 3 / 5     | Estável |
|                         | Aliança Democrática                                                         | 36 767  | 29,2 / 100,0  | 2,3 | 1 / 5     | Estável |
|                         | Frente Republicana e Socialista                                             | 23 484  | 18,7 / 100,0  | 1,2 | 1 / 5     | Estável |
|                         | Partido Operário de Unidade Socialista–Partido Socialista dos Trabalhadores | 1 427   | 1,1 / 100,0   | -   | 0 / 5     | -       |
|                         | Outros                                                                      | 4 292   | 3,4 / 100,0   |     | 0 / 5     |         |
| Votos inválidos         | Votos inválidos                                                             | 2 443   | 1,9 / 100,0   | 0,5 |           |         |
| Total                   | Total                                                                       | 125 934 | 100,0 / 100,0 |     | 5 / 5     |         |
| Eleitorado/Participação | Eleitorado/Participação                                                     | 140 538 | 89,6 / 100,0  | 1,2 |           |         |

### Faro
| Partidos                | Partidos                                                                    | Votos   | %             | +/-  | Deputados | +/-     |
| ----------------------- | --------------------------------------------------------------------------- | ------- | ------------- | ---- | --------- | ------- |
|                         | Aliança Democrática                                                         | 76 769  | 37,2 / 100,0  | 2,6  | 4 / 9     | Estável |
|                         | Frente Republicana e Socialista                                             | 71 588  | 34,7 / 100,0  | 0,5  | 4 / 9     | 1       |
|                         | Aliança Povo Unido                                                          | 34 486  | 16,7 / 100,0  | 3,6  | 1 / 9     | 1       |
|                         | Partido Operário de Unidade Socialista–Partido Socialista dos Trabalhadores | 4 577   | 2,2 / 100,0   | -    | 0 / 9     | -       |
|                         | União Democrática Popular                                                   | 3 869   | 1,9 / 100,0   | 1,3  | 0 / 9     | Estável |
|                         | Partido Socialista Revolucionário                                           | 3 440   | 1,7 / 100,0   | 0,9  | 0 / 9     | Estável |
|                         | Partido Trabalhista                                                         | 2 393   | 1,2 / 100,0   | Novo | 0 / 9     | Novo    |
|                         | Partido Comunista dos Trabalhadores Portugueses                             | 2 043   | 1,0 / 100,0   | 0,1  | 0 / 9     | Estável |
|                         | Outros                                                                      | 623     | 0,3 / 100,0   |      | 0 / 9     |         |
| Votos inválidos         | Votos inválidos                                                             | 6 550   | 3,2 / 100,0   | 0,4  |           |         |
| Total                   | Total                                                                       | 206 338 | 100,0 / 100,0 |      | 9 / 9     |         |
| Eleitorado/Participação | Eleitorado/Participação                                                     | 247 707 | 83,3 / 100,0  | 1,6  |           |         |

### Guarda
| Partidos                | Partidos                                                                    | Votos   | %             | +/-     | Deputados | +/-     |
| ----------------------- | --------------------------------------------------------------------------- | ------- | ------------- | ------- | --------- | ------- |
|                         | Aliança Democrática                                                         | 79 196  | 60,6 / 100,0  | Estável | 4 / 5     | Estável |
|                         | Frente Republicana e Socialista                                             | 34 428  | 26,3 / 100,0  | 0,9     | 1 / 5     | Estável |
|                         | Aliança Povo Unido                                                          | 6 517   | 5,0 / 100,0   | 0,4     | 0 / 5     | Estável |
|                         | Partido Operário de Unidade Socialista–Partido Socialista dos Trabalhadores | 2 280   | 1,7 / 100,0   | -       | 0 / 5     | -       |
|                         | Outros                                                                      | 4 239   | 3,2 / 100,0   |         | 0 / 5     |         |
| Votos inválidos         | Votos inválidos                                                             | 4 080   | 3,1 / 100,0   | 0,2     |           |         |
| Total                   | Total                                                                       | 130 740 | 100,0 / 100,0 |         | 5 / 5     |         |
| Eleitorado/Participação | Eleitorado/Participação                                                     | 156 432 | 83,6 / 100,0  | 3,0     |           |         |

### Leiria
| Partidos                | Partidos                                                                    | Votos   | %             | +/- | Deputados | +/-     |
| ----------------------- | --------------------------------------------------------------------------- | ------- | ------------- | --- | --------- | ------- |
|                         | Aliança Democrática                                                         | 150 353 | 59,8 / 100,0  | 3,7 | 7 / 11    | Estável |
|                         | Frente Republicana e Socialista                                             | 57 117  | 22,7 / 100,0  | 1,2 | 3 / 11    | Estável |
|                         | Aliança Povo Unido                                                          | 24 460  | 9,7 / 100,0   | 1,2 | 1 / 11    | Estável |
|                         | Partido Operário de Unidade Socialista–Partido Socialista dos Trabalhadores | 4 895   | 2,0 / 100,0   | 1,0 | 0 / 11    | Estável |
|                         | União Democrática Popular                                                   | 2 618   | 1,0 / 100,0   | 0,5 | 0 / 11    | Estável |
|                         | Outros                                                                      | 6 081   | 2,4 / 100,0   |     | 0 / 11    |         |
| Votos inválidos         | Votos inválidos                                                             | 5 752   | 2,3 / 100,0   | 0,7 |           |         |
| Total                   | Total                                                                       | 251 276 | 100,0 / 100,0 |     | 11 / 11   |         |
| Eleitorado/Participação | Eleitorado/Participação                                                     | 299 972 | 83,8 / 100,0  | 2,8 |           |         |

### Lisboa
| Partidos                | Partidos                          | Votos     | %             | +/- | Deputados | +/-     |
| ----------------------- | --------------------------------- | --------- | ------------- | --- | --------- | ------- |
|                         | Aliança Democrática               | 548 892   | 41,6 / 100,0  | 1,7 | 25 / 56   | 1       |
|                         | Frente Republicana e Socialista   | 370 412   | 28,1 / 100,0  | 1,4 | 17 / 56   | 2       |
|                         | Aliança Povo Unido                | 304 693   | 23,1 / 100,0  | 2,9 | 13 / 56   | 3       |
|                         | União Democrática Popular         | 22 935    | 1,7 / 100,0   | 1,1 | 1 / 56    | Estável |
|                         | Partido Socialista Revolucionário | 17 416    | 1,3 / 100,0   | 0,9 | 0 / 56    | Estável |
|                         | Outros                            | 33 111    | 2,5 / 100,0   |     | 0 / 56    |         |
| Votos inválidos         | Votos inválidos                   | 22 865    | 1,7 / 100,0   | 0,4 |           |         |
| Total                   | Total                             | 1 320 324 | 100,0 / 100,0 |     | 56 / 56   |         |
| Eleitorado/Participação | Eleitorado/Participação           | 1 527 416 | 86,4 / 100,0  | 3,4 |           |         |

### Madeira
| Partidos                | Partidos                             | Votos   | %             | +/-     | Deputados | +/-     |
| ----------------------- | ------------------------------------ | ------- | ------------- | ------- | --------- | ------- |
|                         | Partido Social Democrata             | 78 981  | 63,6 / 100,0  | 5,8     | 4 / 5     | Estável |
|                         | Partido Socialista                   | 20 531  | 16,5 / 100,0  | 0,7     | 1 / 5     | Estável |
|                         | Partido do Centro Democrático Social | 8 298   | 6,7 / 100,0   | 4,3     | 0 / 5     | Estável |
|                         | União Democrática Popular            | 5 578   | 4,5 / 100,0   | 2,1     | 0 / 5     | Estável |
|                         | Aliança Povo Unido                   | 3 621   | 2,9 / 100,0   | 0,2     | 0 / 5     | Estável |
|                         | Partido Democrático do Atlântico     | 1 792   | 1,4 / 100,0   | Novo    | 0 / 5     | Novo    |
|                         | Outros                               | 1 795   | 1,5 / 100,0   |         | 0 / 5     |         |
| Votos inválidos         | Votos inválidos                      | 3 542   | 2,9 / 100,0   | Estável |           |         |
| Total                   | Total                                | 124 138 | 100,0 / 100,0 |         | 5 / 5     |         |
| Eleitorado/Participação | Eleitorado/Participação              | 153 439 | 80,9 / 100,0  | 4,2     |           |         |

### Portalegre
| Partidos                | Partidos                                                                    | Votos   | %             | +/- | Deputados | +/-     |
| ----------------------- | --------------------------------------------------------------------------- | ------- | ------------- | --- | --------- | ------- |
|                         | Aliança Democrática                                                         | 33 152  | 33,4 / 100,0  | 1,3 | 2 / 4     | Estável |
|                         | Frente Republicana e Socialista                                             | 32 119  | 32,4 / 100,0  | 2,0 | 1 / 4     | Estável |
|                         | Aliança Povo Unido                                                          | 25 907  | 26,1 / 100,0  | 3,3 | 1 / 4     | Estável |
|                         | Partido Operário de Unidade Socialista–Partido Socialista dos Trabalhadores | 1 770   | 1,8 / 100,0   | -   | 0 / 4     | -       |
|                         | Partido Socialista Revolucionário                                           | 1 338   | 1,4 / 100,0   | 0,4 | 0 / 4     | Estável |
|                         | Outros                                                                      | 2 408   | 2,4 / 100,0   |     | 0 / 4     |         |
| Votos inválidos         | Votos inválidos                                                             | 2 480   | 2,5 / 100,0   | 0,7 |           |         |
| Total                   | Total                                                                       | 99 174  | 100,0 / 100,0 |     | 4 / 4     |         |
| Eleitorado/Participação | Eleitorado/Participação                                                     | 112 472 | 88,2 / 100,0  | 0,9 |           |         |

### Porto
| Partidos                | Partidos                                                                    | Votos     | %             | +/-  | Deputados | +/-     |
| ----------------------- | --------------------------------------------------------------------------- | --------- | ------------- | ---- | --------- | ------- |
|                         | Aliança Democrática                                                         | 429 685   | 46,6 / 100,0  | 2,1  | 19 / 38   | 1       |
|                         | Frente Republicana e Socialista                                             | 316 032   | 34,3 / 100,0  | 1,0  | 14 / 38   | Estável |
|                         | Aliança Povo Unido                                                          | 110 013   | 11,9 / 100,0  | 2,6  | 5 / 38    | 1       |
|                         | Partido Operário de Unidade Socialista–Partido Socialista dos Trabalhadores | 15 526    | 1,7 / 100,0   | -    | 0 / 38    | -       |
|                         | União Democrática Popular                                                   | 12 592    | 1,4 / 100,0   | 0,5  | 0 / 38    | Estável |
|                         | Partido Socialista Revolucionário                                           | 9 966     | 1,1 / 100,0   | 0,7  | 0 / 38    | Estável |
|                         | Outros                                                                      | 11 786    | 1,3 / 100,0   |      | 0 / 38    |         |
| Votos inválidos         | Votos inválidos                                                             | 16 491    | 1,8 / 100,0   | 0,1  |           |         |
| Total                   | Total                                                                       | 922 091   | 100,0 / 100,0 |      | 38 / 38   |         |
| Eleitorado/Participação | Eleitorado/Participação                                                     | 1 116 231 | 82,6 / 100,0  | 15,8 |           |         |

### Santarém
| Partidos                | Partidos                                                                    | Votos   | %             | +/-     | Deputados | +/-     |
| ----------------------- | --------------------------------------------------------------------------- | ------- | ------------- | ------- | --------- | ------- |
|                         | Aliança Democrática                                                         | 122 261 | 42,1 / 100,0  | 1,1     | 6 / 12    | Estável |
|                         | Frente Republicana e Socialista                                             | 88 389  | 30,4 / 100,0  | 2,3     | 4 / 12    | 1       |
|                         | Aliança Povo Unido                                                          | 55 248  | 19,0 / 100,0  | 2,7     | 2 / 12    | 1       |
|                         | Partido Operário de Unidade Socialista–Partido Socialista dos Trabalhadores | 3 970   | 1,4 / 100,0   | 0,8     | 0 / 12    | Estável |
|                         | União Democrática Popular                                                   | 3 482   | 1,2 / 100,0   | 1,0     | 0 / 12    | Estável |
|                         | Partido Trabalhista                                                         | 3 294   | 1,1 / 100,0   | Novo    | 0 / 12    | Novo    |
|                         | Partido Socialista Revolucionário                                           | 2 888   | 1,0 / 100,0   | Estável | 0 / 12    | Estável |
|                         | Outros                                                                      | 4 007   | 1,4 / 100,0   |         | 0 / 12    |         |
| Votos inválidos         | Votos inválidos                                                             | 6 863   | 2,4 / 100,0   | 0,7     |           |         |
| Total                   | Total                                                                       | 290 402 | 100,0 / 100,0 |         | 12 / 12   |         |
| Eleitorado/Participação | Eleitorado/Participação                                                     | 342 279 | 84,8 / 100,0  | 1,3     |           |         |

### Setúbal
| Partidos                | Partidos                                                                    | Votos   | %             | +/- | Deputados | +/-     |
| ----------------------- | --------------------------------------------------------------------------- | ------- | ------------- | --- | --------- | ------- |
|                         | Aliança Povo Unido                                                          | 179 030 | 44,0 / 100,0  | 3,0 | 9 / 17    | Estável |
|                         | Aliança Democrática                                                         | 97 930  | 24,1 / 100,0  | 1,8 | 4 / 17    | Estável |
|                         | Frente Republicana e Socialista                                             | 95 841  | 23,5 / 100,0  | 1,3 | 4 / 17    | Estável |
|                         | União Democrática Popular                                                   | 11 453  | 2,8 / 100,0   | 1,2 | 0 / 17    | Estável |
|                         | Partido Socialista Revolucionário                                           | 4 728   | 1,2 / 100,0   | 0,6 | 0 / 17    | Estável |
|                         | Partido Operário de Unidade Socialista–Partido Socialista dos Trabalhadores | 4 267   | 1,1 / 100,0   | 0,7 | 0 / 17    | Estável |
|                         | Outros                                                                      | 6 433   | 1,6 / 100,0   |     | 0 / 17    |         |
| Votos inválidos         | Votos inválidos                                                             | 7 416   | 1,8 / 100,0   | 0,2 |           |         |
| Total                   | Total                                                                       | 407 098 | 100,0 / 100,0 |     | 17 / 17   |         |
| Eleitorado/Participação | Eleitorado/Participação                                                     | 468 891 | 86,8 / 100,0  | 1,5 |           |         |

### Viana do Castelo
| Partidos                | Partidos                                                                    | Votos   | %             | +/- | Deputados | +/-     |
| ----------------------- | --------------------------------------------------------------------------- | ------- | ------------- | --- | --------- | ------- |
|                         | Aliança Democrática                                                         | 86 186  | 59,2 / 100,0  | 4,4 | 5 / 6     | 1       |
|                         | Frente Republicana e Socialista                                             | 33 245  | 22,8 / 100,0  | 3,1 | 1 / 6     | 1       |
|                         | Aliança Povo Unido                                                          | 14 548  | 10,0 / 100,0  | 0,2 | 0 / 6     | Estável |
|                         | Partido Operário de Unidade Socialista–Partido Socialista dos Trabalhadores | 2 187   | 1,5 / 100,0   | -   | 0 / 6     | -       |
|                         | Outros                                                                      | 5 489   | 3,8 / 100,0   |     | 0 / 6     |         |
| Votos inválidos         | Votos inválidos                                                             | 3 911   | 2,7 / 100,0   | 1,4 |           |         |
| Total                   | Total                                                                       | 145 566 | 100,0 / 100,0 |     | 6 / 6     |         |
| Eleitorado/Participação | Eleitorado/Participação                                                     | 177 716 | 81,9 / 100,0  | 2,5 |           |         |

### Vila Real
| Partidos                | Partidos                                                                    | Votos   | %             | +/- | Deputados | +/-     |
| ----------------------- | --------------------------------------------------------------------------- | ------- | ------------- | --- | --------- | ------- |
|                         | Aliança Democrática                                                         | 89 209  | 62,1 / 100,0  | 4,4 | 5 / 6     | 1       |
|                         | Frente Republicana e Socialista                                             | 32 733  | 22,8 / 100,0  | 3,1 | 1 / 6     | 1       |
|                         | Aliança Povo Unido                                                          | 7 374   | 5,1 / 100,0   | 1,0 | 0 / 6     | Estável |
|                         | Partido Operário de Unidade Socialista–Partido Socialista dos Trabalhadores | 2 259   | 1,6 / 100,0   | -   | 0 / 6     | -       |
|                         | Partido Comunista dos Trabalhadores Portugueses                             | 2 163   | 1,5 / 100,0   | 0,3 | 0 / 6     | Estável |
|                         | Partido Socialista Revolucionário                                           | 1 503   | 1,1 / 100,0   | 0,3 | 0 / 6     | Estável |
|                         | Outros                                                                      | 3 388   | 2,4 / 100,0   |     | 0 / 6     |         |
| Votos inválidos         | Votos inválidos                                                             | 4 944   | 3,4 / 100,0   | 1,6 |           |         |
| Total                   | Total                                                                       | 143 573 | 100,0 / 100,0 |     | 6 / 6     |         |
| Eleitorado/Participação | Eleitorado/Participação                                                     | 177 379 | 80,9 / 100,0  | 4,1 |           |         |

### Viseu
| Partidos                | Partidos                                                                    | Votos   | %             | +/-     | Deputados | +/-     |
| ----------------------- | --------------------------------------------------------------------------- | ------- | ------------- | ------- | --------- | ------- |
|                         | Aliança Democrática                                                         | 160 593 | 66,8 / 100,0  | 2,7     | 8 / 10    | Estável |
|                         | Frente Republicana e Socialista                                             | 50 272  | 20,9 / 100,0  | 0,9     | 2 / 10    | Estável |
|                         | Aliança Povo Unido                                                          | 11 936  | 5,0 / 100,0   | 0,5     | 0 / 10    | Estável |
|                         | Partido Operário de Unidade Socialista–Partido Socialista dos Trabalhadores | 3 294   | 1,4 / 100,0   | -       | 0 / 10    | -       |
|                         | Outros                                                                      | 5 797   | 2,4 / 100,0   |         | 0 / 10    |         |
| Votos inválidos         | Votos inválidos                                                             | 8 626   | 3,6 / 100,0   | Estável |           |         |
| Total                   | Total                                                                       | 240 518 | 100,0 / 100,0 |         | 10 / 10   |         |
| Eleitorado/Participação | Eleitorado/Participação                                                     | 292 767 | 82,2 / 100,0  | 3,1     |           |         |

### Europa
| Partidos                | Partidos                                                                   | Votos  | %             | +/- | Deputados | +/-     |
| ----------------------- | -------------------------------------------------------------------------- | ------ | ------------- | --- | --------- | ------- |
|                         | Aliança Democrática                                                        | 21 757 | 49,6 / 100,0  | 8,3 | 1 / 2     | Estável |
|                         | Partido Socialista                                                         | 11 142 | 25,4 / 100,0  | 7,8 | 1 / 2     | Estável |
|                         | Aliança Povo Unido                                                         | 6 678  | 15,2 / 100,0  | 1,8 | 0 / 2     | Estável |
|                         | Partido da Democracia Cristã–Partido da Direita Portuguesa–Frente Nacional | 1 075  | 2,5 / 100,0   | 3,2 | 0 / 2     | Estável |
|                         | União Democrática Popular                                                  | 604    | 1,4 / 100,0   | 4,3 | 0 / 2     | Estável |
|                         | Partido Comunista dos Trabalhadores Portugueses                            | 536    | 1,2 / 100,0   | 1,0 | 0 / 2     | Estável |
|                         | Outros                                                                     | 629    | 1,4 / 100,0   |     | 0 / 2     |         |
| Votos inválidos         | Votos inválidos                                                            | 1 492  | 3,4 / 100,0   | 0,8 |           |         |
| Total                   | Total                                                                      | 43 913 | 100,0 / 100,0 |     | 2 / 2     |         |
| Eleitorado/Participação | Eleitorado/Participação                                                    | 70 426 | 62,4 / 100,0  | 8,9 |           |         |

### Fora da Europa
| Partidos                | Partidos                                                                   | Votos   | %             | +/- | Deputados | +/-     |
| ----------------------- | -------------------------------------------------------------------------- | ------- | ------------- | --- | --------- | ------- |
|                         | Aliança Democrática                                                        | 54 898  | 85,5 / 100,0  | 8,2 | 2 / 2     | Estável |
|                         | Partido Socialista                                                         | 2 596   | 4,0 / 100,0   | 1,7 | 0 / 2     | Estável |
|                         | Partido da Democracia Cristã–Partido da Direita Portuguesa–Frente Nacional | 2 127   | 3,3 / 100,0   | 5,7 | 0 / 2     | Estável |
|                         | Aliança Povo Unido                                                         | 1 694   | 2,6 / 100,0   | 0,5 | 0 / 2     | Estável |
|                         | Outros                                                                     | 821     | 1,3 / 100,0   |     | 0 / 2     |         |
| Votos inválidos         | Votos inválidos                                                            | 2 047   | 3,2 / 100,0   | 0,1 |           |         |
| Total                   | Total                                                                      | 64 183  | 100,0 / 100,0 |     | 2 / 2     |         |
| Eleitorado/Participação | Eleitorado/Participação                                                    | 105 151 | 61,0 / 100,0  | 2,2 |           |         |

| Eleições legislativas portuguesas de 1980 Distritos: Aveiro \| Beja \| Braga \| Bragança \| Castelo Branco \| Coimbra \| Évora \| Faro \| Guarda \| Leiria \| Lisboa \| Portalegre \| Porto \| Santarém \| Setúbal \| Viana do Castelo \| Vila Real \| Viseu \| Açores \| Madeira \| Estrangeiro |